# Línea 624A (Interurbanos Madrid)
La línea 624A de la red de autobuses interurbanos de Madrid une el intercambiador de Moncloa con La Marazuela, en Las Rozas.

## Características
Fue puesta en servicio el 9 de enero de 2023, uniendo Madrid con el barrio de La Marazuela (Las Rozas).
Circula por el carril Bus-VAO de la A-6 mientras esté abierto.
La línea no mantiene los mismos horarios todo el año, desde el 16 de julio al 31 de agosto se reducen el número de expediciones los días laborables entre semana (sábados laborables, domingos y festivos tienen los mismos horarios todo el año), además de los días excepcionales vísperas de festivo y festivos de Navidad en los que los horarios también cambian y se reducen.
Está operada por la empresa Auto Periferia mediante la concesión administrativa VCM-602 - Madrid – Las Rozas – Villanueva de la Cañada – Quijorna (Viajeros Comunidad de Madrid) del Consorcio Regional de Transportes de Madrid.

## Horarios

### 1 septiembre - 15 julio
| Lunes a viernes laborables                  |                                             |                                             |                                             |                                             |                                             |                                             |                                             |                                             |                                             |                                             |                                             |                                             |                                             |                                             |                                             |                                             |                                             |                                             |                                             |                                             |                                             |                                             |                                             |                                             |                                             |                                             |                                             |                                             |                                             |                                             |                                             |
| Madrid (Moncloa) > Las Rozas (La Marazuela) | Madrid (Moncloa) > Las Rozas (La Marazuela) | Madrid (Moncloa) > Las Rozas (La Marazuela) | Madrid (Moncloa) > Las Rozas (La Marazuela) | Madrid (Moncloa) > Las Rozas (La Marazuela) | Madrid (Moncloa) > Las Rozas (La Marazuela) | Madrid (Moncloa) > Las Rozas (La Marazuela) | Madrid (Moncloa) > Las Rozas (La Marazuela) | Madrid (Moncloa) > Las Rozas (La Marazuela) | Madrid (Moncloa) > Las Rozas (La Marazuela) | Madrid (Moncloa) > Las Rozas (La Marazuela) | Madrid (Moncloa) > Las Rozas (La Marazuela) | Madrid (Moncloa) > Las Rozas (La Marazuela) | Madrid (Moncloa) > Las Rozas (La Marazuela) | Madrid (Moncloa) > Las Rozas (La Marazuela) | Madrid (Moncloa) > Las Rozas (La Marazuela) | Las Rozas (La Marazuela) > Madrid (Moncloa) | Las Rozas (La Marazuela) > Madrid (Moncloa) | Las Rozas (La Marazuela) > Madrid (Moncloa) | Las Rozas (La Marazuela) > Madrid (Moncloa) | Las Rozas (La Marazuela) > Madrid (Moncloa) | Las Rozas (La Marazuela) > Madrid (Moncloa) | Las Rozas (La Marazuela) > Madrid (Moncloa) | Las Rozas (La Marazuela) > Madrid (Moncloa) | Las Rozas (La Marazuela) > Madrid (Moncloa) | Las Rozas (La Marazuela) > Madrid (Moncloa) | Las Rozas (La Marazuela) > Madrid (Moncloa) | Las Rozas (La Marazuela) > Madrid (Moncloa) | Las Rozas (La Marazuela) > Madrid (Moncloa) | Las Rozas (La Marazuela) > Madrid (Moncloa) | Las Rozas (La Marazuela) > Madrid (Moncloa) | Las Rozas (La Marazuela) > Madrid (Moncloa) |
| 06                                          | 07                                          | 08                                          | 09                                          | 10                                          | 11                                          | 12                                          | 13                                          | 14                                          | 15                                          | 16                                          | 17                                          | 18                                          | 19                                          | 20                                          | 21                                          | 06                                          | 07                                          | 08                                          | 09                                          | 10                                          | 11                                          | 12                                          | 13                                          | 14                                          | 15                                          | 16                                          | 17                                          | 18                                          | 19                                          | 20                                          | 21                                          |
| 30 55                                       | 30                                          | 00 30                                       | 00 35                                       | 00 35                                       | 00 35                                       | 00 35                                       | 00 35                                       | 00 35                                       | 00 35                                       | 00 35                                       | 00 30                                       | 00 35                                       | 00 30                                       | 00 35                                       | 00 35 55                                    | 30                                          | 00 30                                       | 00 30                                       | 00 30                                       | 00 30                                       | 00 30                                       | 00 30                                       | 00 30                                       | 00 30                                       | 00 30                                       | 00 30                                       | 00 30                                       | 00 30                                       | 00 30                                       | 00 30                                       | 00 30                                       |
| Sábados laborables, domingos y festivos     |                                             |                                             |                                             |                                             |                                             |                                             |                                             |                                             |                                             |                                             |                                             |                                             |                                             |                                             |                                             |                                             |                                             |                                             |                                             |                                             |                                             |                                             |                                             |                                             |                                             |                                             |                                             |                                             |                                             |                                             |                                             |
| Madrid (Moncloa) > Las Rozas (La Marazuela) | Madrid (Moncloa) > Las Rozas (La Marazuela) | Madrid (Moncloa) > Las Rozas (La Marazuela) | Madrid (Moncloa) > Las Rozas (La Marazuela) | Madrid (Moncloa) > Las Rozas (La Marazuela) | Madrid (Moncloa) > Las Rozas (La Marazuela) | Madrid (Moncloa) > Las Rozas (La Marazuela) | Madrid (Moncloa) > Las Rozas (La Marazuela) | Madrid (Moncloa) > Las Rozas (La Marazuela) | Madrid (Moncloa) > Las Rozas (La Marazuela) | Madrid (Moncloa) > Las Rozas (La Marazuela) | Madrid (Moncloa) > Las Rozas (La Marazuela) | Madrid (Moncloa) > Las Rozas (La Marazuela) | Madrid (Moncloa) > Las Rozas (La Marazuela) | Madrid (Moncloa) > Las Rozas (La Marazuela) | Madrid (Moncloa) > Las Rozas (La Marazuela) | Las Rozas (La Marazuela) > Madrid (Moncloa) | Las Rozas (La Marazuela) > Madrid (Moncloa) | Las Rozas (La Marazuela) > Madrid (Moncloa) | Las Rozas (La Marazuela) > Madrid (Moncloa) | Las Rozas (La Marazuela) > Madrid (Moncloa) | Las Rozas (La Marazuela) > Madrid (Moncloa) | Las Rozas (La Marazuela) > Madrid (Moncloa) | Las Rozas (La Marazuela) > Madrid (Moncloa) | Las Rozas (La Marazuela) > Madrid (Moncloa) | Las Rozas (La Marazuela) > Madrid (Moncloa) | Las Rozas (La Marazuela) > Madrid (Moncloa) | Las Rozas (La Marazuela) > Madrid (Moncloa) | Las Rozas (La Marazuela) > Madrid (Moncloa) | Las Rozas (La Marazuela) > Madrid (Moncloa) | Las Rozas (La Marazuela) > Madrid (Moncloa) | Las Rozas (La Marazuela) > Madrid (Moncloa) |
| 06                                          | 07                                          | 08                                          | 09                                          | 10                                          | 11                                          | 12                                          | 13                                          | 14                                          | 15                                          | 16                                          | 17                                          | 18                                          | 19                                          | 20                                          | 21                                          | 06                                          | 07                                          | 08                                          | 09                                          | 10                                          | 11                                          | 12                                          | 13                                          | 14                                          | 15                                          | 16                                          | 17                                          | 18                                          | 19                                          | 20                                          | 21                                          |
|                                             | 15                                          | 45                                          |                                             | 15                                          | 50                                          |                                             | 15                                          | 45                                          |                                             | 15                                          | 45                                          |                                             | 10                                          | 45                                          |                                             | 30                                          |                                             | 00                                          | 30                                          |                                             | 00                                          | 30                                          |                                             | 00                                          | 30                                          |                                             | 00                                          | 30                                          |                                             | 00                                          | 30                                          |

### 16 julio - 31 agosto
| Lunes a viernes laborables                  |                                             |                                             |                                             |                                             |                                             |                                             |                                             |                                             |                                             |                                             |                                             |                                             |                                             |                                             |                                             |                                             |                                             |                                             |                                             |                                             |                                             |                                             |                                             |                                             |                                             |                                             |                                             |                                             |                                             |                                             |                                             |
| Madrid (Moncloa) > Las Rozas (La Marazuela) | Madrid (Moncloa) > Las Rozas (La Marazuela) | Madrid (Moncloa) > Las Rozas (La Marazuela) | Madrid (Moncloa) > Las Rozas (La Marazuela) | Madrid (Moncloa) > Las Rozas (La Marazuela) | Madrid (Moncloa) > Las Rozas (La Marazuela) | Madrid (Moncloa) > Las Rozas (La Marazuela) | Madrid (Moncloa) > Las Rozas (La Marazuela) | Madrid (Moncloa) > Las Rozas (La Marazuela) | Madrid (Moncloa) > Las Rozas (La Marazuela) | Madrid (Moncloa) > Las Rozas (La Marazuela) | Madrid (Moncloa) > Las Rozas (La Marazuela) | Madrid (Moncloa) > Las Rozas (La Marazuela) | Madrid (Moncloa) > Las Rozas (La Marazuela) | Madrid (Moncloa) > Las Rozas (La Marazuela) | Madrid (Moncloa) > Las Rozas (La Marazuela) | Las Rozas (La Marazuela) > Madrid (Moncloa) | Las Rozas (La Marazuela) > Madrid (Moncloa) | Las Rozas (La Marazuela) > Madrid (Moncloa) | Las Rozas (La Marazuela) > Madrid (Moncloa) | Las Rozas (La Marazuela) > Madrid (Moncloa) | Las Rozas (La Marazuela) > Madrid (Moncloa) | Las Rozas (La Marazuela) > Madrid (Moncloa) | Las Rozas (La Marazuela) > Madrid (Moncloa) | Las Rozas (La Marazuela) > Madrid (Moncloa) | Las Rozas (La Marazuela) > Madrid (Moncloa) | Las Rozas (La Marazuela) > Madrid (Moncloa) | Las Rozas (La Marazuela) > Madrid (Moncloa) | Las Rozas (La Marazuela) > Madrid (Moncloa) | Las Rozas (La Marazuela) > Madrid (Moncloa) | Las Rozas (La Marazuela) > Madrid (Moncloa) | Las Rozas (La Marazuela) > Madrid (Moncloa) |
| 06                                          | 07                                          | 08                                          | 09                                          | 10                                          | 11                                          | 12                                          | 13                                          | 14                                          | 15                                          | 16                                          | 17                                          | 18                                          | 19                                          | 20                                          | 21                                          | 06                                          | 07                                          | 08                                          | 09                                          | 10                                          | 11                                          | 12                                          | 13                                          | 14                                          | 15                                          | 16                                          | 17                                          | 18                                          | 19                                          | 20                                          | 21                                          |
| 40                                          | 05                                          | 00 30                                       | 25                                          | 05                                          | 00 40                                       | 35                                          | 10                                          | 00 35                                       | 25                                          | 05 50                                       | 40                                          | 20                                          | 00                                          | 00 35                                       | 25 55                                       | 30                                          | 15                                          | 00 45                                       | 30                                          | 15                                          | 00 45                                       | 30                                          | 15                                          | 00 45                                       | 30                                          | 15                                          | 00 45                                       | 30                                          | 15                                          | 00 45                                       | 30                                          |
| Sábados laborables, domingos y festivos     |                                             |                                             |                                             |                                             |                                             |                                             |                                             |                                             |                                             |                                             |                                             |                                             |                                             |                                             |                                             |                                             |                                             |                                             |                                             |                                             |                                             |                                             |                                             |                                             |                                             |                                             |                                             |                                             |                                             |                                             |                                             |
| Madrid (Moncloa) > Las Rozas (La Marazuela) | Madrid (Moncloa) > Las Rozas (La Marazuela) | Madrid (Moncloa) > Las Rozas (La Marazuela) | Madrid (Moncloa) > Las Rozas (La Marazuela) | Madrid (Moncloa) > Las Rozas (La Marazuela) | Madrid (Moncloa) > Las Rozas (La Marazuela) | Madrid (Moncloa) > Las Rozas (La Marazuela) | Madrid (Moncloa) > Las Rozas (La Marazuela) | Madrid (Moncloa) > Las Rozas (La Marazuela) | Madrid (Moncloa) > Las Rozas (La Marazuela) | Madrid (Moncloa) > Las Rozas (La Marazuela) | Madrid (Moncloa) > Las Rozas (La Marazuela) | Madrid (Moncloa) > Las Rozas (La Marazuela) | Madrid (Moncloa) > Las Rozas (La Marazuela) | Madrid (Moncloa) > Las Rozas (La Marazuela) | Madrid (Moncloa) > Las Rozas (La Marazuela) | Las Rozas (La Marazuela) > Madrid (Moncloa) | Las Rozas (La Marazuela) > Madrid (Moncloa) | Las Rozas (La Marazuela) > Madrid (Moncloa) | Las Rozas (La Marazuela) > Madrid (Moncloa) | Las Rozas (La Marazuela) > Madrid (Moncloa) | Las Rozas (La Marazuela) > Madrid (Moncloa) | Las Rozas (La Marazuela) > Madrid (Moncloa) | Las Rozas (La Marazuela) > Madrid (Moncloa) | Las Rozas (La Marazuela) > Madrid (Moncloa) | Las Rozas (La Marazuela) > Madrid (Moncloa) | Las Rozas (La Marazuela) > Madrid (Moncloa) | Las Rozas (La Marazuela) > Madrid (Moncloa) | Las Rozas (La Marazuela) > Madrid (Moncloa) | Las Rozas (La Marazuela) > Madrid (Moncloa) | Las Rozas (La Marazuela) > Madrid (Moncloa) | Las Rozas (La Marazuela) > Madrid (Moncloa) |
| 06                                          | 07                                          | 08                                          | 09                                          | 10                                          | 11                                          | 12                                          | 13                                          | 14                                          | 15                                          | 16                                          | 17                                          | 18                                          | 19                                          | 20                                          | 21                                          | 06                                          | 07                                          | 08                                          | 09                                          | 10                                          | 11                                          | 12                                          | 13                                          | 14                                          | 15                                          | 16                                          | 17                                          | 18                                          | 19                                          | 20                                          | 21                                          |
|                                             | 15                                          | 45                                          |                                             | 15                                          | 50                                          |                                             | 15                                          | 45                                          |                                             | 15                                          | 45                                          |                                             | 10                                          | 45                                          |                                             | 30                                          |                                             | 00                                          | 30                                          |                                             | 00                                          | 30                                          |                                             | 00                                          | 30                                          |                                             | 00                                          | 30                                          |                                             | 00                                          | 30                                          |

## Recorrido y paradas

### Sentido Las Rozas
NOTA: Las paradas sombreadas en morado se realizan con el carril Bus-VAO abierto, mientras que las sombreadas en azul se realizan cuando circula por el lateral de la A-6.
| Código | Parada                                | Común con                                                                                            | Conexión con Metro | Municipio | Zona |
| ------ | ------------------------------------- | --- | ------------------ | --------- | ---- |
| 06002  | Intercambiador de Moncloa (dársena 4) | 622 628                                                                                              | Moncloa            | Madrid    |      |
| 1332   | Escuela Agronómica                    | 83 133 162 164 621 622 623 624 625 627 628 629 651 652 653 654 655 656 656A 657 658                  |                    | Madrid    |      |
| 1334   | Palacio de La Moncloa                 | 83 133 162 164 621 622 623 624 625 627 628 629 651 652 653 654 655 656 656A 657 658                  |                    | Madrid    |      |
| 1338   | Veterinaria                           | 83 133 162 164 621 622 623 624 625 627 628 629 651 652 653 654 655 656 656A 657 658 661 661A 662 664 |                    | Madrid    |      |
| 06026  | Av. Padre Huidobro - Urb. Casaquemada | 621 622 623 624 625 627 628 629 661 661A 662 664                                                     |                    | Madrid    |      |
| 11089  | Ctra. El Escorial - Quinta del Sol    | 621 622 623 625 627 628 629 661                                                                      |                    | Las Rozas |      |
| 12304  | Ctra. Majadahonda - Biblioteca        | 621 623 1                                                                                            |                    | Las Rozas |      |
| 11235  | C.º Tomillarón - Urb. El Coto         | 626 2                                                                                                |                    | Las Rozas |      |
| 11237  | Santa María - San Juan Bautista       | 2 |                    | Las Rozas |      |
| 11239  | Santa María - Santa Isabel            | 2 |                    | Las Rozas |      |
| 19095  | Azalea - Hortensia                    | 2 |                    | Las Rozas |      |
| 17987  | Azalea - Laurel                       | 2 |                    | Las Rozas |      |
| 20940  | Acanto - Jacinto                      | 2 |                    | Las Rozas |      |
| 17989  | Acanto - Pinos                        | 2 |                    | Las Rozas |      |
| 20099  | Acanto - Centro de Salud              | 626 2                                                                                                |                    | Las Rozas |      |
| 20101  | Acanto - Tomillarón                   | 626 2                                                                                                |                    | Las Rozas |      |

### Sentido Madrid
NOTA: Las paradas sombreadas en morado se realizan con el carril Bus-VAO abierto, mientras que las sombreadas en azul se realizan cuando circula por el lateral de la A-6.
| Código | Parada                                 | Común con                                                                                                 | Conexión con Metro | Municipio | Zona |
| ------ | -------------------------------------- | --- | ------------------ | --------- | ---- |
| 20100  | Acanto - Centro de Salud               | 626 2 |                    | Las Rozas |      |
| 17990  | Acanto - Pinos                         | 626 2 |                    | Las Rozas |      |
| 20939  | Acanto - Jacinto                       | 2 |                    | Las Rozas |      |
| 17988  | Azalea - Laurel                        | 2 |                    | Las Rozas |      |
| 11240  | Azalea - San Sebastián                 | 2 |                    | Las Rozas |      |
| 11238  | Santa María - Santa Isabel             | 2 |                    | Las Rozas |      |
| 11236  | Santa María - San Juan Bautista        | 2 |                    | Las Rozas |      |
| 11234  | C.º Tomillarón - Urb. El Coto          | 626 2 |                    | Las Rozas |      |
| 06098  | Ctra. Coruña - C.º Tomillarón          | 621 623 624 626 2                                                                                         |                    | Las Rozas |      |
| 06147  | Ctra. Majadahonda - Biblioteca         | 621 623 624 1                                                                                             |                    | Las Rozas |      |
| 06166  | Ctra. El Escorial - Quinta del Sol     | 621 622 623 625 627 628 629 631 641 642 643 661                                                           |                    | Las Rozas |      |
| 11090  | Ctra. M505 - Cerezales                 | 621 622 623 624 625 627 628 629 631                                                                       |                    | Las Rozas |      |
| 06170  | Ctra. A6 - Colonia Veracruz            | 621 622 623 624 625 627 628 629                                                                           |                    | Las Rozas |      |
| 06218  | Ctra. A6 - Urb. Jardín de Las Avenidas | 621 622 623 624 625 627 628 629                                                                           |                    | Las Rozas |      |
| 06268  | Av. Padre Huidobro - P.º Ermita        | 621 622 623 624 625 627 628 629 631 635 641 642 643 651 652 653 654 655 656 656A 657 661 661A 662 664 815 |                    | Madrid    |      |
| 4311   | Padre Huidobro - Carretera de Castilla | 162 621 622 623 624 625 627 628 629 651 652 653 654 655 656 656A 657 658                                  |                    | Madrid    |      |
| 23     | Filosofía B - Estadística              | Autobuses interurbanos del Corredor 6                                                                     |                    | Madrid    |      |
| 1335   | Palacio de La Moncloa                  | Autobuses interurbanos del Corredor 6                                                                     |                    | Madrid    |      |
| 1333   | Escuela Agronómica                     | Autobuses interurbanos del Corredor 6                                                                     |                    | Madrid    |      |
| 06002  | Intercambiador de Moncloa (dársena 4)  | 622 628                                                                                                   | Moncloa            | Madrid    |      |

## Galería de imágenes

Mapa de la distribución de dársenas del intercambiador de Moncloa con la distribución de cabeceras de las líneas de autobuses, entre las que aparece la línea 624A.